# Dolle Mol
De Dolle Mol is een cultureel café in de Brusselse Spoormakersstraat vlak bij het Centraal Station.

## Geschiedenis
In juli 1969 opende onder impuls van schrijver Herman J. Claeys de Free Press Bookshop aan de Spoormakersstraat 12 in Brussel. De libertaire boekhandel omvatte een bescheiden drukkerij en alternatief documentatiecentrum en focuste op nieuwe Vlaamse en Nederlandse schrijvers. Naast tentoonstellingen en projecties werden ook kleinkunst- of poëzieavonden georganiseerd. In juli 1970 opende Claeys om de hoek op de Kaasmarkt het keldercafé de Dolle Mol. De kroeg moest op last van de politie geregeld sluiten tot ze eind 1972 kon heropenen in een leegstaand pand op de huidige locatie aan de Spoormakersstraat 52. De boekhandel ging failliet in 1974, maar leefde verder als vzw Free Press op de eerste verdieping van het café om politieke, sociale en culturele stromingen zoals undergroundpers te belichten.
Vanaf het begin kwamen er surrealisten zoals Marcel Mariën. Het werd de ontmoetingsplek voor linkse jeugd na mei 68. Invloeden vanuit de beatgeneration en de Angry Young Men trokken schrijvers aan zoals Hugo Claus, Simon Vinkenoog, Jotie T'Hooft en Jeroen Brouwers en muzikanten zoals Bob Dylan, Tom Waits, Léo Ferré. Andreas Baader van de Rote Armee Fraktion dook er even onder op doortocht naar Amsterdam. Andere bekende gasten waren Kamagurka, Arno, Tom Lanoye en Urbanus. In de jaren 80 versmalde de basis waarop de vzw draaide en in 1987 ging vzw Free Press failliet, maar de werking werd voortgezet door Stichting Kunstbevordering vzw. In de jaren 90 omschreef het Franstalige dagblad Le Soir de clientèle als anarchisten, groene rakkers en grungefans.
In 2002 ging het café failliet en werd het etablissement jaren verwaarloosd. Op 1 mei 2006 heropende filmmaker en situationist Jan Bucquoy samen met Arne Baillière het café illegaal tot hij er zes weken later door de politie werd uitgezet.  Op 1 juni 2007 heropende het café als vzw dankzij een tussenkomst van de Vlaamse minister van cultuur Bert Anciaux. De zaal op de eerste verdieping werd gebruikt voor tentoonstellingen en Bucquoy maakte er ook een Slipmuseum met ondergoed van bekende Brusselaars. In 2015 kwam er een einde aan de huurovereenkomst en moest het café terug sluiten. Het Slipmuseum verhuisde naar Lessen.
Op 19 oktober 2018 kon het terug openen dankzij een investering van 50.000 euro door vijf voormalige stamgasten waaronder Michel Rishard, Marianne Lemarchand en Nicolas Bernus. Het pand werd gerenoveerd met een kunstruimte op het eerste verdieping. Ten gevolge van de verplichte sluiting door de coronacrisis hing een nieuwe sluiting in de lucht, maar dankzij een crowdfunding kon die worden vermeden.